# Antoine-Jean-Matthieu Séguier
Pour l’article homonyme, voir Séguier.
Antoine-Jean-Armand-Matthieu Séguier (21 septembre 1768 à Paris - 3 août 1848 à Paris) est un magistrat français, premier président de la Cour de Paris, pair de France, grand croix de la Légion d'honneur.

## Biographie
Lorsque la Révolution éclate, il est substitut du procureur général au Parlement de Paris. Il émigre avec son père en 1790, tous deux allant en Savoie, à Wiesbaden, à Mayence puis à Tournai où son père meurt. 

De retour en France en 1799 ou 1800 après l'avènement du gouvernement consulaire, dont l'un des membres - Jean-Jacques-Régis de Cambacérès - est le cousin germain de sa mère, il s'installe en Languedoc dans une propriété de sa mère pour y attendre le retour des structures judiciaires et de magistrature à une cohérence en accord avec son mode de pensée.
En 1802 il est nommé par intérim commissaire du gouvernement au tribunal de première instance de la Seine le 12 février, choisi pour contribuer à la rédaction du code de procédure civile le 24 mars, et président du tribunal d'appel de Paris le 8 décembre. Il devient commandeur de la Légion d'honneur le 14 juin 1804. En 1806 il est nommé maître des requêtes en service extraordinaire pour le Conseil d'État le 11 juin, et membre du conseil de discipline et d'enseignement de l'école de droit de Paris le 31 juillet. Il devient baron de l'Empire en 1809. Le 8 décembre 1810 il est nommé premier président de la Cour de Paris. En 1811 il se porte candidat au Sénat pour le département de l'Yonne. Le 5 juillet 1814 il est fait conseiller d'État en service extraordinaire.
Exilé par Bonaparte le 20 mars 1815 pour son attachement à la lignée royale, il revient en France la même année ; Louis XVIII le nomme pair de France le 17 août et premier président de la cour royale de Paris le 18 septembre 1815. En tant que pair de France, c'est lui qui est choisi par le chancelier Dambrai pour instruire le procès du maréchal Ney, ce qu'il fait en trois jours de ce novembre 1815. Il est créé grand officier de la Légion d'honneur le 22 mai 1825 puis grand croix le 30 avril 1834.

## Famille
Son père est Antoine-Louis Séguier. Sa mère est Marguerite Henriette Vassal (née à Montpellier, paroisse de Notre-Dame des Tables, le 9 avril 1747, décédée le 24 mars 1817, probablement à Paris, où elle demeurait), fille de noble Jean Vassal et de dame Julie Duveil. Parrain : François Pas, seigneur de Beaulieu, conseiller en la Cour des Comptes, Aydes et Finances de Montpellier. Marraine : Marguerite Vassal, épouse de messire Antoine de Leguepeys, seigneur de Bousigues (Bouzigues), conseiller en la même Cour depuis le 23 septembre 1741. Marguerite Henriette Vassal est la cousine germaine de Cambacérès, fils de Marie Rose Vassal, la sœur de Jean Vassal (les grands-parents communs à Marguerite Henriette Vassal et Cambacérès étaient Mathieu Vassal et Madeleine Ugla).
Il a pour frère Armand-Louis-Maurice Séguier.
En 1795 il épouse Marie Marthe Françoise Sicard (ca 1775-1832). Ils ont deux enfants :
- Irène Marguerite Séguier (1796-1848)
- Pierre Armand, baron Séguier (1803-1876)

Par testament, Cambacérès lui lègue 1.000 F de rente.

## Anecdote
Louis-François Raban, dans son Manuel de savoir-vivre, rapport l'anecdote suivante : très à cheval sur l'élégance due aux personnes de haut rang, il refusa de recevoir publiquement le serment qu'un officier venait de prêter, pour devenir gouverneur du château de Versailles, au motif qu'il « se présentait en redingote noire et [avec] un simple ruban rouge ».

## Sources
- « Antoine-Jean-Matthieu Séguier », dans Adolphe Robert et Gaston Cougny, Dictionnaire des parlementaires français, Edgar Bourloton, 1889-1891 [détail de l’édition]